# Osiedle Cicha
Osiedle Cicha – osiedle położone w południowo-wschodniej części miasta Skierniewic.

## Charakter osiedla
Osiedle charakteryzuje się wyłącznie zabudową jednorodzinną. Nazwa osiedla wywodzi się od głównej ulicy Cicha. Rozkwit osiedla nastąpił w latach siedemdziesiątych i osiemdziesiątych XX wieku.

## Komunikacja
Blisko osiedla znajdują się przystanki komunikacji miejskiej MZK Skierniewice o numerach: 6, 7.
Głównymi ulicami osiedla jest: ulica Cicha, W. Broniewskiego, M. Dąbrowskiej, K. Gałczyńskiego.
Obok osiedla przebiegają drogi wojewódzkie nr 705 i 707 oraz droga krajowa nr 70.